# FC Spartak Trnava
FC Spartak Trnava este o echipă de fotbal din orașul Trnava, Slovacia. Din punct de vedere istoric, este unul dintre cele mai de succes cluburi din țară, după ce a câștigat Liga Cehoslovacă de cinci ori și Cupa Cehoslovacă de patru ori și a ajuns în semifinala Cupei Europene o dată și în sferturile de finală de două ori. Mai recent, clubul a câștigat campionatul în 2018 și cupa în 2019.

## Palmares

### Intern
- Slovenský Pohár (Cupa Slovaciei)
  - Campioni (5): 1971, 1975, 1986, 1991, 1998

- Pribina Cup (Supercupa Slovaciei)
  - Winners (1): 1998

- Prima Ligă Cehoslovacă (1945 - 1992)
  - Campioni (5): 1968, 1969, 1971, 1972, 1973

- Československý Pohár (Cupa Cehoslovaciei)
  - Campioni (5): 1951, 1967, 1971, 1975, 1986

### European
- UEFA Champions League
  - Semi-Finale (1): 1969
  - Sferturi (2): 1973, 1974

- Cupa Mitropa
  - Campioni (1): 1967

## Denumiri
- 1923 - 1939 : ŠK Rapid Trnava
- 1939 - 1948 : TSS Trnava
- 1948 - 1949 : Sokol NV Trnava
- 1949 - 1953 : ZTJ Kovosmalt Trnava
- 1953 - 1967 : Spartak Trnava
- 1967 - 1988 : Spartak TAZ Trnava
- 1988 - 1993 : Spartak ZTS Trnava
- 1993 -  : FC Spartak Trnava

## Jucători notabili
| Slovacia - Jozef Adamec - Igor Bališ - Július Bielik - František Bolček - Karol Dobiaš - Ján Gabriel - Michal Gašparík - Josef Geryk - Vladimír Hagara - Jaroslav Hrabal - Anton Hrušecký - Stanislav Jarábek - Dušan Kabát - Miroslav Karhan - Dušan Kéketi - Ladislav Kuna - Kamil Majerník - Anton Malatinský - Jozef Marko - Jaroslav Masrna | - Vlastimil Opálek - Imrich Stacho - Jozef Štibrányi - Valér Švec - Marek Ujlaky - Vojtech Varadín - Peter Zelenský - Jozef Žigárdy Cehia - Josef Geryk Brazilia - Luis Fabio Gomes Bosnia și Herzegovina - Sergej Jakirović Anglia - Nigel McNeil Senegal - Souleymane Fall |

## Recordurile jucătorilor

### Cele mai multe apariții pentru club
| #  |          | Nume              | Meciuri |
| -- | -------- | ----------------- | ------- |
| 1  | Slovacia | Ladislav Kuna     | 428     |
| 2  | Slovacia | Marek Ujlaky      | 366     |
| 3  | Slovacia | Jozef Adamec      | 328     |
| 4  | Slovacia | Dušan Kéketi      | 309     |
| 5  | Slovacia | Dušan Kabát       | 285     |
| 6  | Slovacia | Karol Dobiaš      | 279     |
| .  | Slovacia | Anton Hrušecký    | 279     |
| 8  | Slovacia | Jaroslav Hrabal   | 275     |
| 9  | Slovacia | Michal Gašparík   | 260     |
| 10 | Slovacia | Stanislav Jarábek | 258     |

### Cele mai multe goluri
| #  |          | Nume             | Goluri |
| -- | -------- | ---------------- | ------ |
| 1  | Slovacia | Jozef Adamec     | 139    |
| 2  | Slovacia | Marek Ujlaky     | 87     |
| 3  | Slovacia | Ladislav Kuna    | 85     |
| 4  | Slovacia | Valér Švec       | 65     |
| 5  | Slovacia | Anton Malatinský | 64     |
| 6  | Slovacia | Vladimír Kožuch  | 58     |
| 7  | Slovacia | Michal Gašparík  | 53     |
| 8  | Slovacia | František Bolček | 51     |
| 9  | Slovacia | Ján Šturdík      | 48     |
| 10 | Slovacia | Karol Tibenský   | 42     |
| .  | Slovacia | Viliam Jakubčík  | 42     |

## Antrenori din 1993-prezent
|                     | \| Nume \| Naționalitate \| Ani \| \| ------------------- \| ------------- \| --------- \| \| Ladislav Jurkemik \| \| 1993-1994 \| \| Justín Javorek \| \| 1994 \| \| Karol Pecze \| \| 1994-1997 \| \| Dušan Galis \| \| 1997-1999 \| \| Peter Zelenský \| \| 1999 \| \| Anton Jánoš \| \| 1999-2000 \| \| Peter Zelenský \| \| 2000-2001 \| \| Stanislav Jarábek \| \| 2001 \| \| Ladislav Molnár \| \| 2001 \| \| Rastislav Vincúr \| \| 2001 \| \| Jozef Adamec \| \| 2002-2003 \| \| Miroslav Svoboda \| \| 2003 \| \| Stanislav Jarábek \| \| 2003-2004 \| \| Vladimír Ekhardt \| \| 2004 \| \| Jozef Vukušič \| \| 2004 \| \| Milan Lešický \| \| 2004-2005 \| \| Jozef Adamec \| \| 2005-2006 \| \| Jozef Bubenko \| \| 2006 \| \| Jozef Adamec \| \| 2006 \| \| Jozef Šuran \| \| 2007 \| \| Ivan Hucko \| \| 2007 \| \| Josef Mazura \| \| 2007-2008 \| \| Jozef Adamec \| \| 2008 \| \| Vladimir Vermezović \| \| 2008 \| \| Karol Pecze \| \| 2008-2009 \| \| Peter Zelenský \| \| 2009 \| \| Ľubomír Nosický \| \| 2009- \| |           |
| Nume                | Naționalitate | Ani       |
| Ladislav Jurkemik   | Slovacia | 1993-1994 |
| Justín Javorek      | Slovacia | 1994      |
| Karol Pecze         | Slovacia | 1994-1997 |
| Dušan Galis         | Slovacia | 1997-1999 |
| Peter Zelenský      | Slovacia | 1999      |
| Anton Jánoš         | Slovacia | 1999-2000 |
| Peter Zelenský      | Slovacia | 2000-2001 |
| Stanislav Jarábek   | Slovacia | 2001      |
| Ladislav Molnár     | Slovacia | 2001      |
| Rastislav Vincúr    | Slovacia | 2001      |
| Jozef Adamec        | Slovacia | 2002-2003 |
| Miroslav Svoboda    | Slovacia | 2003      |
| Stanislav Jarábek   | Slovacia | 2003-2004 |
| Vladimír Ekhardt    | Slovacia | 2004      |
| Jozef Vukušič       | Slovacia | 2004      |
| Milan Lešický       | Slovacia | 2004-2005 |
| Jozef Adamec        | Slovacia | 2005-2006 |
| Jozef Bubenko       | Slovacia | 2006      |
| Jozef Adamec        | Slovacia | 2006      |
| Jozef Šuran         | Slovacia | 2007      |
| Ivan Hucko          | Slovacia | 2007      |
| Josef Mazura        | Cehia | 2007-2008 |
| Jozef Adamec        | Slovacia | 2008      |
| Vladimir Vermezović | Serbia | 2008      |
| Karol Pecze         | Slovacia | 2008-2009 |
| Peter Zelenský      | Slovacia | 2009      |
| Ľubomír Nosický     | Slovacia | 2009-     |